# Rotherham Town FC (1878)
Rotherham Town FC (celým názvem: Rotherham Town Football Club) byl anglický fotbalový klub, který sídlil ve městě Rotherham v metropolitním hrabství South Yorkshire. Založen byl v roce 1878 pod názvem Lunar Rovers FC. V roce 1889 se stal zakládajícím členem Midland Football League. V letech 1893 až 1896 byl členem profesionální Football League. Klubové barvy byly červená a modrá.
Po sezóně 1895/96 byl klub z ligy hlasováním vyloučen a následně zlikvidován.

## Historické názvy
Zdroj: 
- 1878 – Lunar Rovers FC (Lunar Rovers Football Club)
- 1882 – Rotherham FC (Rotherham Football Club)
- 188? – Rotherham Town FC (Rotherham Town Football Club)
- 1896 – zánik

## Úspěchy v domácích pohárech
Zdroj: 
- FA Cup
  - 2. kolo: 1883/84, 1886/87, 1887/88

## Umístění v jednotlivých sezonách
Zdroj: 
- 1889–1893: Midland Football League
- 1893–1896: Football League Second Division

Jednotlivé ročníky
Zdroj: 
Legenda: Z - zápasy, V - výhry, R - remízy, P - porážky, VG - vstřelené góly, OG - obdržené góly, +/- - rozdíl skóre, B - body, červené podbarvení - sestup, zelené podbarvení - postup, fialové podbarvení - reorganizace, změna skupiny či soutěže
| Anglie (1889 – 1896) |                         |        |    |    |   |    |    |    |     |    |        |
| Sezóny               | Liga                    | Úroveň | Z  | V  | R | P  | VG | OG | +/- | B  | Pozice |
| 1889/90              | Midland Football League | –      | 20 | 11 | 3 | 6  | 44 | 27 | +17 | 25 | 3.     |
| 1890/91              | Midland Football League | –      | 18 | 7  | 4 | 7  | 20 | 28 | -8  | 18 | 7.     |
| 1891/92              | Midland Football League | –      | 20 | 13 | 1 | 6  | 70 | 41 | +29 | 27 | 1.     |
| 1892/93              | Midland Football League | –      | 24 | 19 | 3 | 2  | 80 | 28 | +52 | 41 | 1.     |
| 1893/94              | Second Division         | 2      | 28 | 6  | 3 | 19 | 44 | 91 | -47 | 15 | 14.    |
| 1894/95              | Second Division         | 2      | 30 | 11 | 2 | 17 | 55 | 62 | -7  | 24 | 12.    |
| 1895/96              | Second Division         | 2      | 30 | 7  | 3 | 20 | 34 | 97 | -63 | 17 | 15.    |